# Psittinus
Genre
Psittinus est un genre d'oiseaux de la famille des Psittaculidae.

## Liste des espèces
Selon la classification de référence du Congrès ornithologique international (14.2, 2024) il comporte deux espèces :
- Psittinus cyanurus (Forster, 1795) — Perruche à croupion bleu
- Psittinus abbottii Richmond, 1902 — Perruche d'Abbott

## Systématique
Le nom valide complet (avec auteur) de ce taxon est Psittinus Blyth, 1842.